# 雅斯
雅斯（法語：Jasses，法語發音：[ʒas]）是法国大西洋比利牛斯省的一个市镇，属于奥洛龙-圣玛丽区。

## 地理
雅斯（43°18'39"N, 0°44'50"W）面积5.22 平方千米，位于法国新阿基坦大区大西洋比利牛斯省，该省份为法国东南部省份，涵盖了贝阿恩与北巴斯克，西临大西洋比斯開灣，北至朗德省，东北接热尔省，东临上比利牛斯省，南与西班牙接壤。
与雅斯接壤的市镇（或旧市镇、城区）包括：多尼昂、居尔斯、纳瓦朗克斯、奥热讷-康普托尔、叙斯。

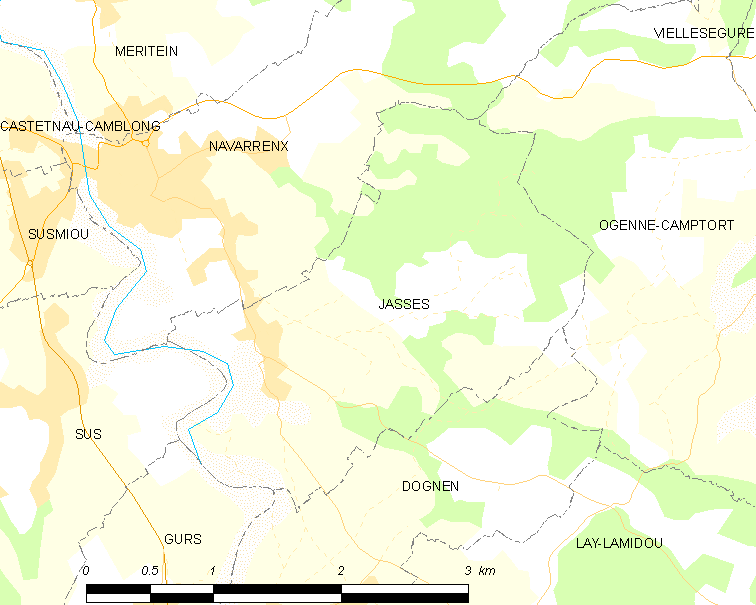
雅斯的OSM定位图

雅斯的时区为UTC+01:00、UTC+02:00（夏令时）。

## 行政
雅斯的邮政编码为64190，INSEE市镇编码为64281。

## 政治
雅斯所属的省级选区为贝阿恩中心县。

## 人口

1962-2008年间雅斯人口变化图示

雅斯于2022年1月1日时的人口数量为149人。